# Марисола
Марисола́ — село в Сернурском районе Республики Марий Эл России. Входит в состав и является административным центром Марисолинского сельского поселения.

## География
Марисола расположена в 12 км на север от районного центра — пгт Сернур по обеим сторонам автомобильной дороги Сернур — Советск, являющейся частью автотрассы Йошкар-Ола — Киров — Сыктывкар (старая Алатская дорога). Село расположено между реками Она и Шаба, окружено деревнями Кожласола, Йошкар Памаш, Купсола, Заречка-Она.

## История

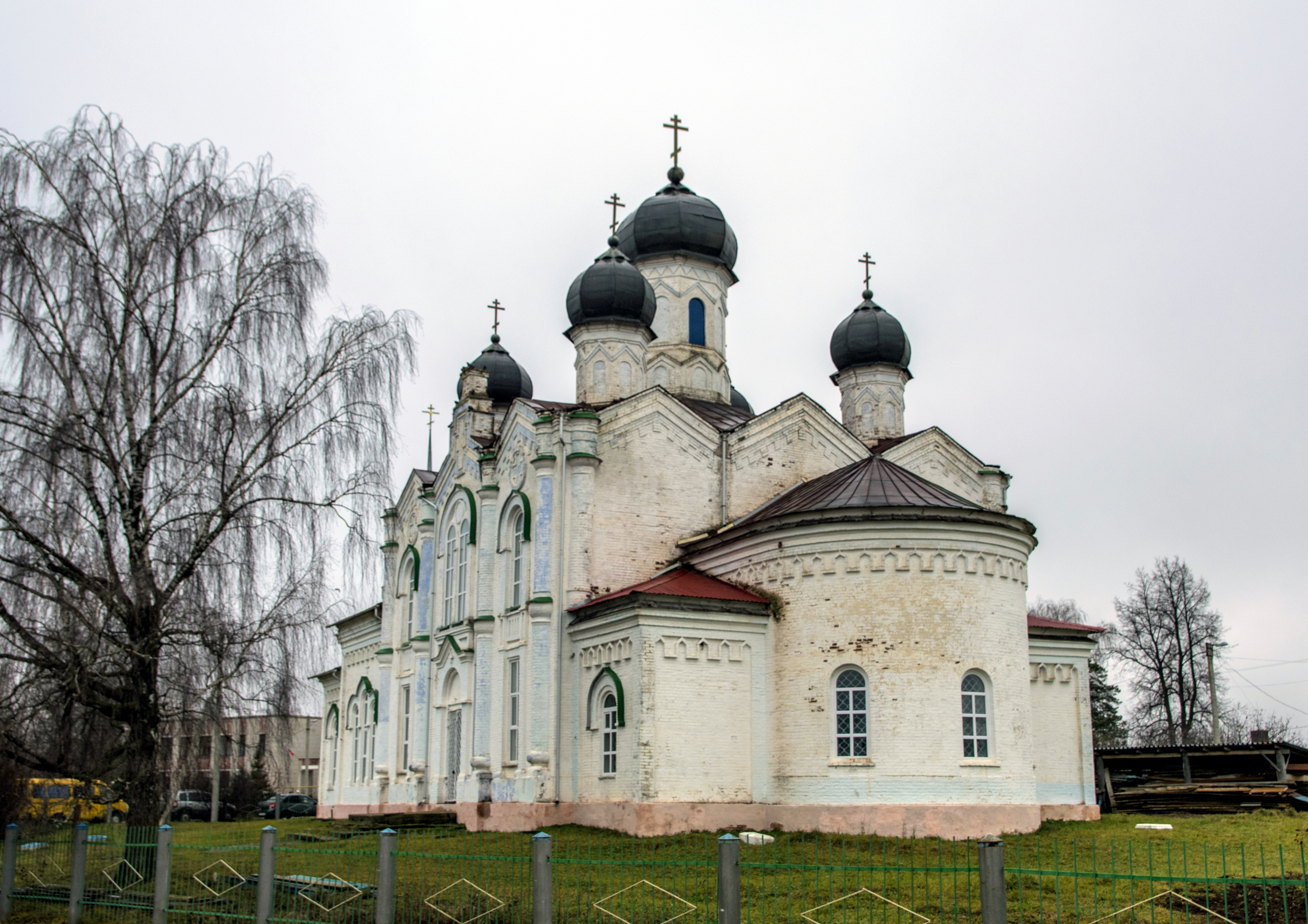
Покровская церковь

Поселение впервые упоминается в 1699 году в составе волости Оно-Морку алатской дороги Казанского уезда.
В 1837 году со строительством деревянной церкви поселение получает статус села. В сентябре 1880 года была заложена каменная церковь с престолом в честь Покрова Пресвятой Богородицы. В 1888 году строительство завершилось, в 1895 храм был освящён по благословению епископа Вятского и Слободского Сергия (Серафимова).
В 1879 году в селе открыли школу с библиотекой. С образованием Марийской автономной области село вошло в состав Марисолинского сельского совета. Организована сельхозартель «Марисола», позднее — товарищество «Красный пахарь». В 1930 году организован колхоз «Марисола».
В 1939 году сельская школа получила статус средней.
В годы советской власти были построены различные производственные объекты и объекты соцкультбыта, в том числе дом культуры, многоквартирные дома, медицинский пункт, комбинат быстрого обслуживания, новое здание школы и детского сада.
После прихода советской власти, в 1935 году, здание церкви опечатали, с колокольни сняли на переплавку колокола. В последующие годы разобрали колокольню, храм переоборудовали под склад зерна. Восстановление Покровской церкви началось только в 1990 году, к 2013 году храм был освящён архиепископом Йошкар-Олинским и Марийским Иоанном.

## Население
| 1723 | 1795 | 1836 | 1927 | 1980 | 2002 | 2005 |
| ---- | ---- | ---- | ---- | ---- | ---- | ---- |
| 73   | ↗132 | ↗234 | ↘115 | ↗433 | ↗697 | ↗735 |
| 2010 |      |      |      |      |      |      |
| ↗750 |      |      |      |      |      |      |

Марисолинскую семилетнюю школу окончил Йыван Кырла — известный марийский советский киноактёр и поэт. Школа носит имя актёра, на здании школы установлена мемориальная доска в память о Йыване Кырле.

## Современное положение
В селе расположены администрация сельского поселения, Марисолинская средняя общеобразовательная школа им. Й. Кырли, детский сад при ней, культурно-досуговый центр (дом культуры), библиотека. Медицинскую помощь оказывает фельдшерско-акушерский пункт. Имеются магазины, отделение почтовой связи.
Церковь Покрова Божией Матери 1888 года постройки, дом священника и здание земской школы расположенная в селе, является памятником архитектуры регионального значения. Марисолинское кладбище, расположенное в 500 метрах к северу от села, имеет статус памятника археологии регионального значения. В 2000 м к северу от села расположен другой памятник археологии — селище Уаз корем.
В селе установлен обелиск воинам, погибшим в годы Великой Отечественной войны (1941—1945).

## Известные жители
Зубарева Хариесса Арсениевна (1883—1968) —  русский советский педагог. Заведующая, учитель начальных классов школ с. Марисола, д. Большие Ключи Сернурского района Марийской автономной области / Марийской АССР (1915―1951). Заслуженный учитель школы РСФСР (1951). Кавалер ордена Ленина (1949).